# 阿拉波維奇
51°56′59″N 33°18′36″E / 51.94972°N 33.31000°E
阿拉波維奇（烏克蘭語：Араповичі），是烏克蘭的村落，位於該國北部切爾尼戈夫州，由諾夫哥羅德-謝韋爾斯基區負責管轄，面積0.63平方公里，海拔高度154米，2001年人口199，人口密度每平方公里315.87人。